# Maurycy
Maurycy – imię męskie pochodzenia łacińskiego Mauritius. Wywodzi się od słowa oznaczającego „pochodzący z Mauretanii”, „Maur”.

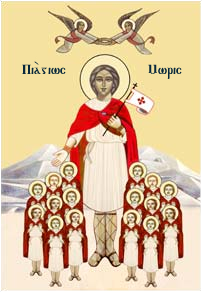
Święty Maurycy i towarzysze

Maurycy imieniny obchodzi: 20 marca, 22 września i 13 października.

## Święci o imieniu Maurycy
- Maurycy i towarzysze (zm. ok. 287) – legioniści, męczennicy (wspomnienie 22 września)
- Maurycy z Carnoët (1115–1191) – opat z Carnoët (wspomnienie 13 października)
- Maurycy Csák zw. Panońskim (ok. 1280–1336) – dominikanin (wspomnienie 20 marca)

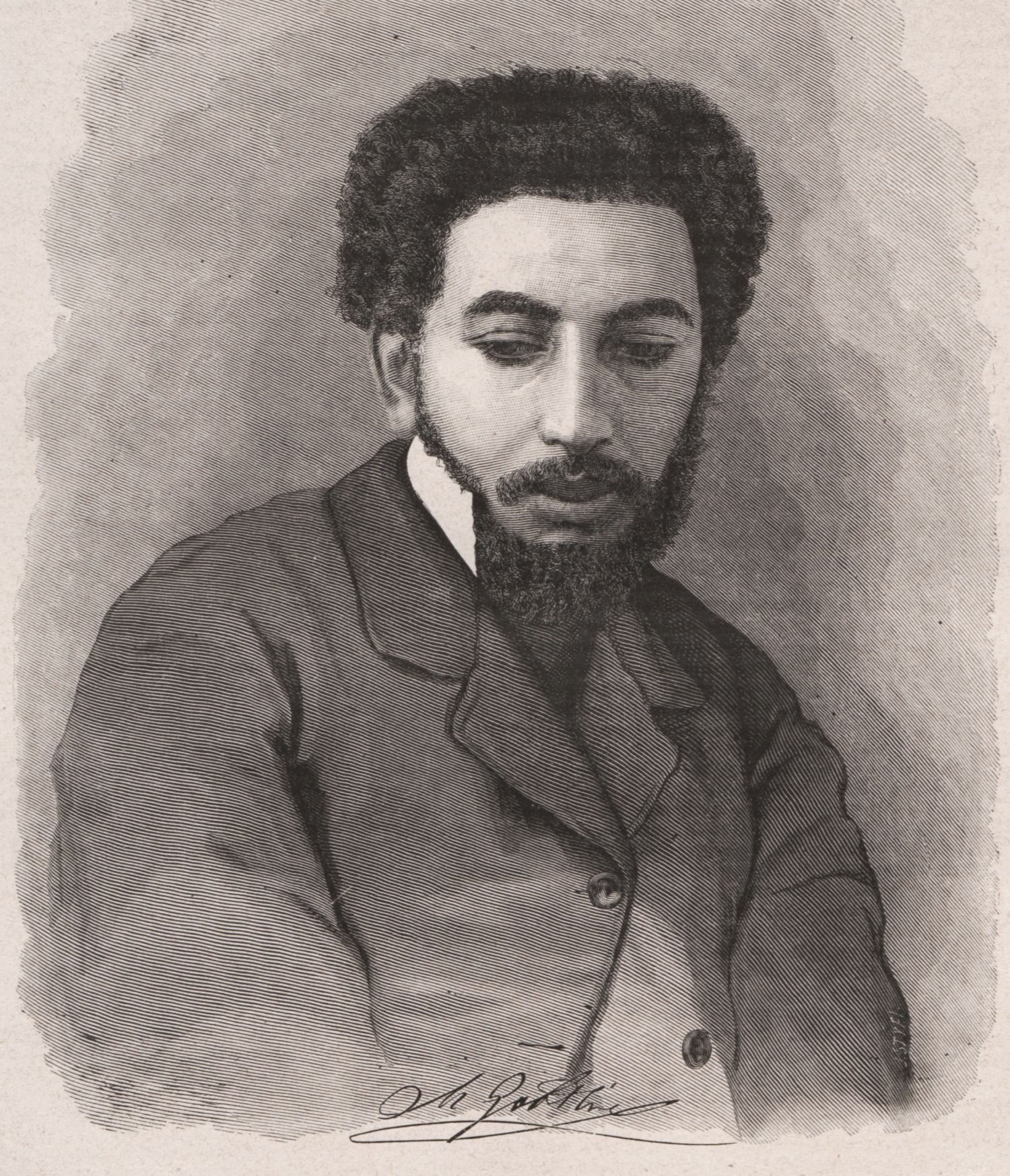
Maurycy Gottlieb

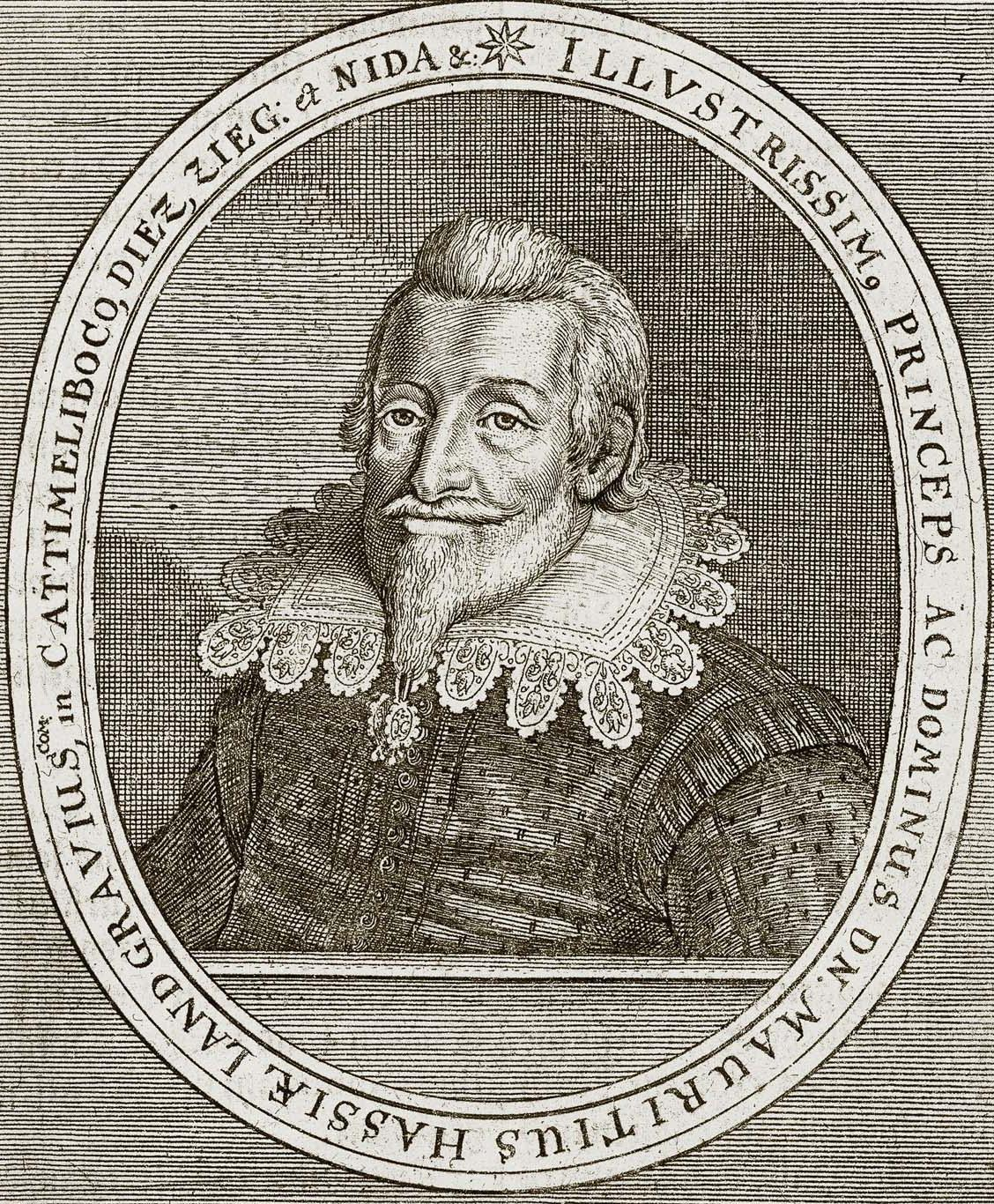
Maurycy Uczony

## Osoby o imieniu Maurycy
- Mauricio Baldivieso (ur. 1996) – boliwijski piłkarz
- Maurycy Beniowski (1746-1786) – węgierski żołnierz i podróżnik
- Maurizio Damilano – włoski lekkoatleta, chodziarz
- Maurizio Fondriest – włoski kolarz szosowy
- Maurycy Gottlieb (1856-1879) – polski malarz
- Maurice Greene – angielski kompozytor barokowy
- Maurice Greene – amerykański sprinter
- Maurycy Hauke (1773-1830) – polski generał
- Mauricio Hénao (ur. 1987) – kolumbijsko-amerykański aktor telewizyjny i model
- Maurycy Kochański – kierowca Formuły 3
- Maurice Maeterlinck (1862-1949) – belgijski dramaturg, poeta, eseista
- Maurycy Mochnacki (1803-1834) – polski publicysta i krytyk literacki
- Maurycy Moszkowski (1854-1925) – niemiecki pianista i kompozytor
- Władysław Maurycy Niegolewski – liberalny polityk, prawnik, powstaniec styczniowy
- Maurycy Orański – książę Nassau
- Maurycy Orzech (1891-1943) – polski ekonomista, dziennikarz, polityk
- Maurice Pion – baletmistrz
- Maurice Ravel – francuski kompozytor i pianista
- Maurycy Polaski – polski aktor
- Mauricio Serna – piłkarz kolumbijski
- Moritz Schlick – filozof
- Charles-Maurice de Talleyrand-Périgord
- Maurycy Uczony – landgraf Hesji